# دارين وارهام
دارين وارهام (بالإنجليزية: Darren Warham)‏ هو لاعب كرة قدم ومدرب كرة قدم بريطاني في مركز الوسط، ولد في 27 أغسطس 1972 في أشينغتون ‏ في المملكة المتحدة. لعب مع تشارلستون بيتري وفيرجينيا بيتش مارينرز.